# Соматизација
Соматизација је поремећај у којем се психички, емоционални проблеми изражавају на телесном плану. Особе склоне соматизацији жале се на болове у глави, стомаку, грудима, рукама, ногама, на тешко дисање, отежано гутање, слаб вид или на болне менструације, мада се код њих не могу наћи никакви органски узроци.